# Pireós 260
Le Pireós 260 est un lieu culturel situé à Távros, dans la municipalité de Níkea-Ágios Ioánnis Réntis, au sein du district régional d’Athènes-Sud, en Grèce.

## Emplacement
Le site est situé au numéro 260 de la rue Pireós, à Távros. Au sein du même complexe se trouve également l'École des beaux-arts d'Athènes, tandis que par le passé, l'usine de meubles de bureau « Tsaoúsoglou » est installée en ce même lieu.

## Histoire et description
Conçu au cours des années 1970, ce complexe, exemple typique de l'architecture industrielle de cette décennie et composé au total de quatre grands bâtiments et hangars, classés au titre de patrimoine préservé en raison de leur valeur architecturale par le ministère de la Culture et des Sports, abrite anciennement l'usine de meubles de bureau Tsaoúsoglou,.
Cependant, la croissance de l'industrie du meuble prêt-à-porter, combinée à l'effondrement de la production locale, conduit à la fermeture de l'usine, le site devenant alors la propriété de la Banque nationale de Grèce.
En 2006, une partie du site devient la propriété du Festival d'Athènes-Épidaure, à la suite de l'initiative du directeur artistique du festival, Giórgos Loúkos, après un accord de concession conclu avec la Banque nationale de Grèce, avant de procéder, par la suite, à la création d'un total de quatre nouvelles scènes de théâtre au sein des locaux de l'ancienne usine,,. L'objectif ultime de Loúkos est de rendre l'institution du festival d'avantage accessible au grand public, en particulier au public athénien, en utilisant d'autres lieux que l'Odéon d'Hérode Atticus, le Théâtre d'Épidaure ou le Théâtre de Paleá Epídavros,.
Au début des années 2010, l'éventualité d'une concession d'une partie de la propriété du site, dans le but ultime d'accueillir certains services, au ministère de la Culture et des Sports est évoquée,,,, un processus de relocalisation qui devrait s'achever dans le courant de l'année 2025.